# Головецький Діонисій Дмитро
Діонисій Головецький (хресне ім'я Дмитро, 3 листопада 1885, Старий Самбір, Галичина, тоді у складі Австро-Угорщини, нині Львівська область — 4 лютого 1961, Глен-Ков, Нью-Йорк, США) — священник Української греко-католицької церкви, василіянин, знавець церковного права, педагог, ректор Української папської колегії святого Йосафата (1925–1934), виконувач обов'язків протоархимандрита Василіянського Чину святого Йосафата (як генеральний вікарій від 24 січня 1944 до 11 червня 1946).

## Життєпис
Народився в Галичині в м. Старий Самбір у сім'ї Миколи Головецького та Євфросинії з роду Павлівських.
Навчався у Самбірській гімназії ім. княжни Єлисавети (1899–1904), а після навчання вступив до Василіянського Чину на новіціят в Крехові (30 жовтня 1904). 12 червня 1906 склав перші чернечі обіти, а вічні — 1 серпня 1909. Навчався у василіянських студійних домах у Крехові (початкові студії гуманістики), Лаврові (філософія) та перший рік богослов'я в Кристинополі, а відтак призначений на навчання до Риму — Українська папська колегія святого Йосафата і Папський Григоріанський університет (1912–1915). 3 вересня 1915 р. в церкві св. Варвари у Відні єпископ Крижевецький Діонісій Няраді рукоположив його на священника. По завершенні студій навчав філософії і риторики василіянських студентів у Крехові. В 1919 р. в розпал польсько-української війни разом із іншими василіянами з Крехова і Жовкви (разом 42 особи) був вивезений до табору військово-полонених в Домб'є (травень-серпень 1919). Згодом був парафіяльним сотрудником у монастирі св. Онуфрія у Львові, а 1924 — призначений ігуменом і парохом василіянського монастиря в Перемишлі. Тоді викладав богослов'я в Перемишльській греко-католицькій духовній семінарії, давав місії та реколекції.
В 1925–1934 роках — ректор Української папської колегії святого Йосафата в Римі. Від 1929 — член Кодифікаційної комісії східного канонічного права, яку скликав папа Пій ХІ, радник Конгрегації Східних Церков. 1944–1946 — генеральний вікарій Василіянського Чину св. Йосафата. Після передачі уряду о. Глібові Кінаху, виїхав до США, де став професором канонічного права в Американському католицькому університеті у Вашингтоні (1947–1955).
Помер 4 лютого 1961 року в Глен-Кові, Нью-Йорк, США.

### Твори
Написав книгу «Fontes iuris canonici Ecclesiae Ruthenae» (Рим, 1932) і уклав каталог джерел східного церковного права «Jus Particulare Ruthenorum», опублікований в «Codificazione Canonica Orientale. Fonti XІ» (1933).